# 聖文森 (莫拉維亞縣)
9°58′N 84°3′W / 9.967°N 84.050°W
聖文森(西班牙語：San Vicente de Moravia)是哥斯達黎加的城市，位於該國中部，由聖何塞省負責管轄，海拔高度1,226米，主要經濟活動是紡織業和食品業，2012年該市人口30,046。